# Farlowella isbruckeri
Farlowella isbruckeri é uma espécie de peixe da família dos cascudos e da ordem dos siluriformes. Os machos podem alcançar 13,4 cm de comprimento. Encontra-se na América do Sul, na bacia superior do rio Paraguai, no Brasil.